# 劉拯 (宋朝)
刘拯（11世纪？—1107年），字彦修，宣州南陵（今安徽省南陵县）人，北宋政治人物。
劉拯举进士。知常熟县，有政绩。宋哲宗绍圣初年，为监察御史，弹劾范祖禹、黄庭坚等修神宗实录，窜改增减，诬毁先帝；又弹劾苏轼贪鄙狂悖，请加重责。于是劉拯晋升为右正言，转任给事中。宋徽宗即位，后来因事黜知濠州，改知广州。以吏部侍郎召还，转任户部尚书。反对蔡京编次元祐党籍；又言户部月赋入不足偿所出，得罪蔡京，罢知蕲州、润州。张商英为相，召为吏部尚书，以昏愦不能任职，转为工部尚书，以枢密直学士知同州，张商英罢相，被劾，削职，提举鸿庆宫，不久去世。